# Pottawattamie Park (Indiana)
Pottawattamie Park es un pueblo ubicado en el condado de LaPorte en el estado estadounidense de Indiana. En el Censo de 2010 tenía una población de 235 habitantes y una densidad poblacional de 368,84 personas por km².

## Geografía
Pottawattamie Park se encuentra ubicado en las coordenadas 41°43′24″N 86°52′2″O / 41.72333, -86.86722. Según la Oficina del Censo de los Estados Unidos, Pottawattamie Park tiene una superficie total de 0.64 km², de la cual 0.64 km² corresponden a tierra firme y (0%) 0 km² es agua.

## Demografía
Según el censo de 2010, había 235 personas residiendo en Pottawattamie Park. La densidad de población era de 368,84 hab./km². De los 235 habitantes, Pottawattamie Park estaba compuesto por el 92.34% blancos, el 7.23% eran afroamericanos, el 0% eran amerindios, el 0% eran asiáticos, el 0% eran isleños del Pacífico, el 0% eran de otras razas y el 0.43% pertenecían a dos o más razas. Del total de la población el 0.43% eran hispanos o latinos de cualquier raza.